# Hengersberg
Hengersberg is een gemeente in de Duitse deelstaat Beieren. De gemeente, met de status van Markt, maakt deel uit van het Landkreis Deggendorf.
Hengersberg telt 7.846 inwoners.
Aholming ·
Auerbach ·
Außernzell ·
Bernried ·
Buchhofen ·
Deggendorf ·
Grafling ·
Grattersdorf ·
Hengersberg ·
Hunding ·
Iggensbach ·
Künzing ·
Lalling ·
Metten ·
Moos ·
Niederalteich ·
Oberpöring ·
Offenberg ·
Osterhofen ·
Otzing ·
Plattling ·
Schaufling ·
Schöllnach ·
Stephansposching ·
Wallerfing ·
Winzer